# Arado Ar E.500
De Arado Ar E.500 was een project voor een jachtvliegtuig dat werd ontwikkeld door de Duitse vliegtuigbouwer Arado.
Het project werd in 1935 opgestart en stond onder leiding van Dipl-Ing Walter Blume en Kurt Bomemann. Het ontwerp bestond uit een centrale romp met twee staartbomen. Er waren geen staartvlakken aangebracht tussen de staartbomen.
De motoren waren twee Daimler-Benz DB 603 lijnmotoren die in de neus van de staartbomen waren aangebracht. Ook het landingsgestel was in de staartbomen ondergebracht.
Voor het project zou men gebruik gaan maken van een nieuw bewapeningssysteem. Dit bestond uit twee geschutskoepels met twee 20 mm Rheinmetall-Borsig Lb.202 kanonnen. Een bevond zich in de rugopstelling en een in de buikopstelling. De koepels waren direct achter de piloot aangebracht en konden over de volledige 360 graden draaien. Ook konden de kanonnen over 90 graden worden bewogen. De brandstoftanks en het bommenruim waren in de ruimte in de romp direct achter de koepels aangebracht.
Men had bij het RLM belangstelling voor het bewapeningssysteem en wilde dit verder laten ontwikkelen tot een prototype. Hiervoor moet men gaan samenwerken met Rheinmetall-Borsig voor de uitwerking van het systeem. Voordat het Technisches Amt het project annuleerde bouwde men nog wel een model op ware grootte. Men wilde niet dat er een elektrisch bediende geschutskoepel in een jachtvliegtuig werd toegepast.